# 水平集方法
水平集方法（Level Set Method） 是一种使用水平集作為界面追踪和形状建模的数值分析技术。水平集方法的优点是可以在笛卡尔网格（Cartesian grid）上对演化中的曲线曲面进行数值计算而不必对曲线曲面参数化，即所谓的欧拉法（Eulerian approach）。水平集方法的另一个优点是可以方便地追踪物体的拓扑结构改变。例如当物体的形状一分为二，产生空洞，或者相反的这些操作。所有这些使得水平集方法成为随时间变化的物体建模的有力工具，例如膨胀中的气囊，或掉落到水中的油滴。

## 水平集方法

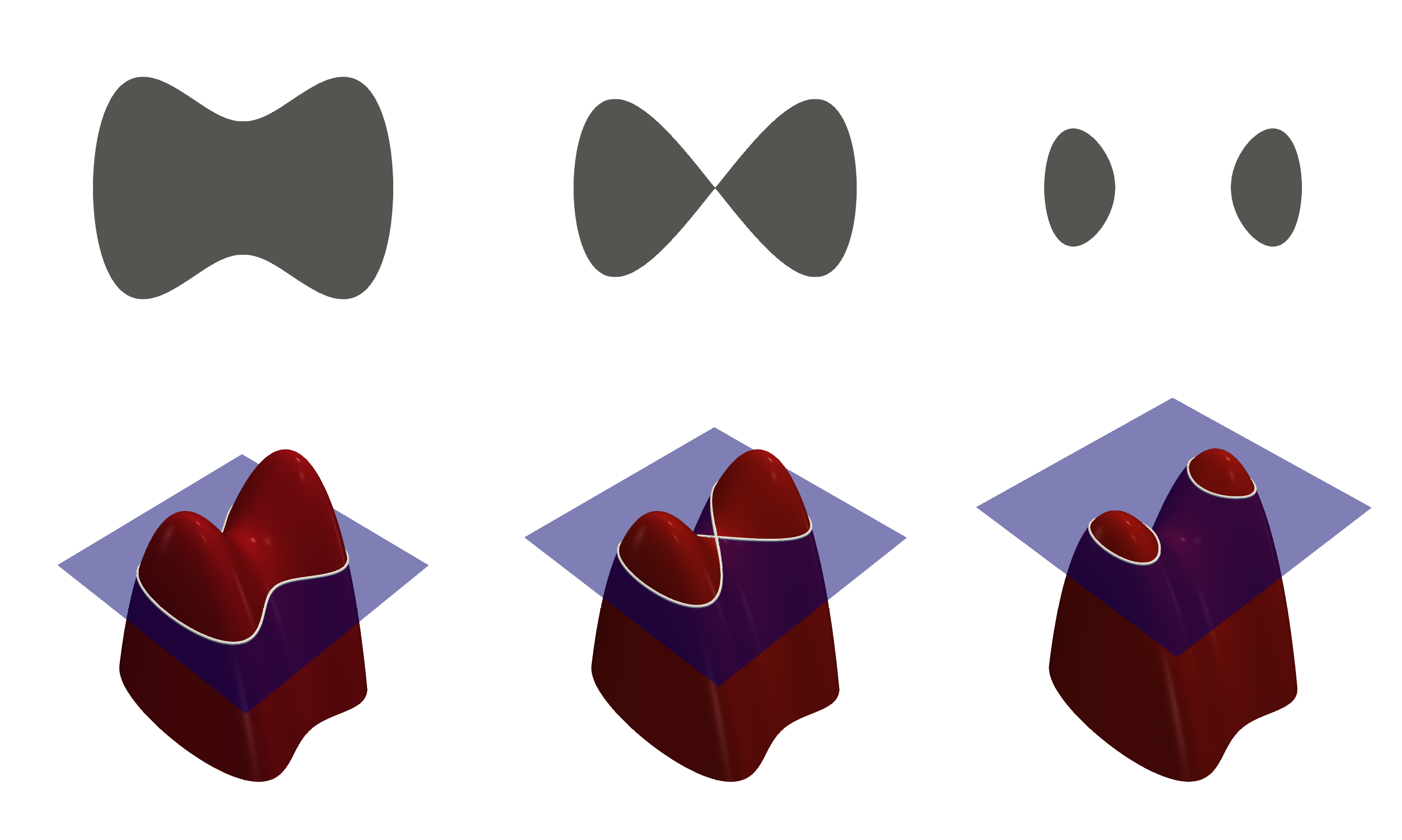
水平集方法示例

理解水平集方法的最简单有效地方式是先学习相应的例子，然后学习技术性很强的定义。右侧的图片示例了水平集的几个重要思想。在左上角有一个形状--由一个良性边界包围的有界区域。在它的下面，红色的曲面是相应的水平集函数{\displaystyle \varphi }的图像，{\displaystyle \varphi }的某个水平面决定了左上角的形状，假设其中的蓝色平面即为x-y平面，则形状的边界可以表示为{\displaystyle \varphi }的零水平集，并且该形状是平面上满足{\displaystyle \varphi }大于等于零的点的集合。
在上面的一行，形状改变其拓扑结构，分裂为两个形状。如果用边界曲线参数表示形状，这一演化过程是很难表达的。这需要一个算法能够检测到形状分裂的时刻，然后为分裂后的曲线构造新的参数。另一方面，从下面的一行可以看出水平集函数仅仅是向下方移动了一点。由于在直接法中我们需要监视所有形状可能发生的变化情况，水平集方法处理形状曲线要比直接方法容易得多。
在二维情况下，水平集方法意味着将平面上的闭曲线{\displaystyle \Gamma }（正如示例中的形状）表示为二维辅助函数{\displaystyle \varphi }的零水平集
{\displaystyle \Gamma =\{(x,y)|\,\varphi (x,y)=0\},\,}
然后通过函数{\displaystyle \varphi } 隐式的处理曲线{\displaystyle \Gamma }。这一函数便被叫做水平集函数。假设{\displaystyle \varphi }在曲线{\displaystyle \Gamma }的内部取正值，在曲线{\displaystyle \Gamma }的外部取负值。 

## 水平集方程
如果零水平集以速度v沿着其法线运动，这一运动可以表示为水平集函数的哈密頓-雅可比方程（Hamilton-Jacobi equation）：
{\displaystyle \varphi _{t}=v|\nabla \varphi |.}
这是一个偏微分方程，并且可以求得数值解，例如可以在笛卡尔网格上采用有限差分法。
然而，水平集方程的数值解需要复杂的技术.简单的有限差分法会很快导致不收敛。迎风方法，诸如Godunov方法前进缓慢；然而在水平对流场中，水平集方法不保持水平集的体积和形状的守恒。

## 历史
美国数学家Stanley Osher和James Sethian于20世纪80年代开发出了水平集方法。这一方法在许多学科广泛使用，例如图像处理、计算几何、最优化和计算流体力学。
大量的有关水平集数据结构被开发出来，使得水平集方法在计算中的应用变得更加方便。

## 参阅
- 流体体积法
- 图像分割#水平集方法
- 色調分離